# Сент Китс и Невис на Светском првенству у атлетици на отвореном 2015.
Сент Китс и Невис је учествовао на Светском првенству у атлетици на отвореном 2015. одржаном у Пекингу од 22. до 30. августа петнаести пут, односно учествовао је на свим првенствима до данас. Репрезентацију Сент Китса и Невиса представљала су 3 такмичара који су се такмичили у 2 дисциплине.,.
На овом првенству Сент Китс и Невис није освојио ниједну медаљу нити су остварили неки резултат.

## Учесници
Мушкарци:
- Ким Колинс — 100 м
- Антоан Адамс — 100 м, 200 м
- Бриџеш Лоренс — 100 м

## Резултати

### Мушкарци
| Атлетичар     | Дисциплина | Лични рекорд | Предтакмичење | Предтакмичење | Квалификације | Квалификације | Полуфинале            | Полуфинале            | Финале                | Финале       | Детаљи |
| Атлетичар     | Дисциплина | Лични рекорд | Резултат      | Место         | Резултат      | Место         | Резултат              | Место                 | Резултат              | Место        | Детаљи |
| ------------- | ---------- | ------------ | ------------- | ------------- | ------------- | ------------- | --------------------- | --------------------- | --------------------- | ------------ | ------ |
| Ким Колинс    | 100 м      | 9,96 НР      | слободни      | слободни      | 10,16         | 5. у гр. 6    | Нису се квалификовали | Нису се квалификовали | Нису се квалификовали | 29 / 68 (72) |        |
| Бриџеш Лоренс | 100 м      | 10,01        | слободни      | слободни      | 10,40         | 6. у гр. 5    | Нису се квалификовали | Нису се квалификовали | Нису се квалификовали | 39 / 68 (72) |        |
| Антоан Адамс  | 100 м      | 10,12        | слободни      | слободни      | 10,23         | 4. у гр. 4    | Нису се квалификовали | Нису се квалификовали | Нису се квалификовали | 31 / 68 (72) |        |
| Антоан Адамс  | 200 м      | 20,08 НР     |               |               | 20,75         | 6. у гр. 4    | Нису се квалификовали | Нису се квалификовали | Нису се квалификовали | 39 / 54 (60) |        |